# Laniscat
Laniscat (bretonisch Lanniskad) ist eine Ortschaft und eine Commune déléguée in der französischen Gemeinde Bon Repos sur Blavet mit 750 Einwohnern (Stand: 1. Januar 2022) im Département Côtes-d’Armor in der Bretagne. Die Einwohner werden Laniscatais(es) genannt.

## Geographie
Laniscat liegt etwa 40 Kilometer südwestlich von Saint-Brieuc im Südwesten des Départements Côtes-d’Armor. 

## Geschichte
1850 spalteten sich Teile der Gemeinde ab und bildeten die neuen Gemeinden Saint-Gelven und Saint-Igeaux.

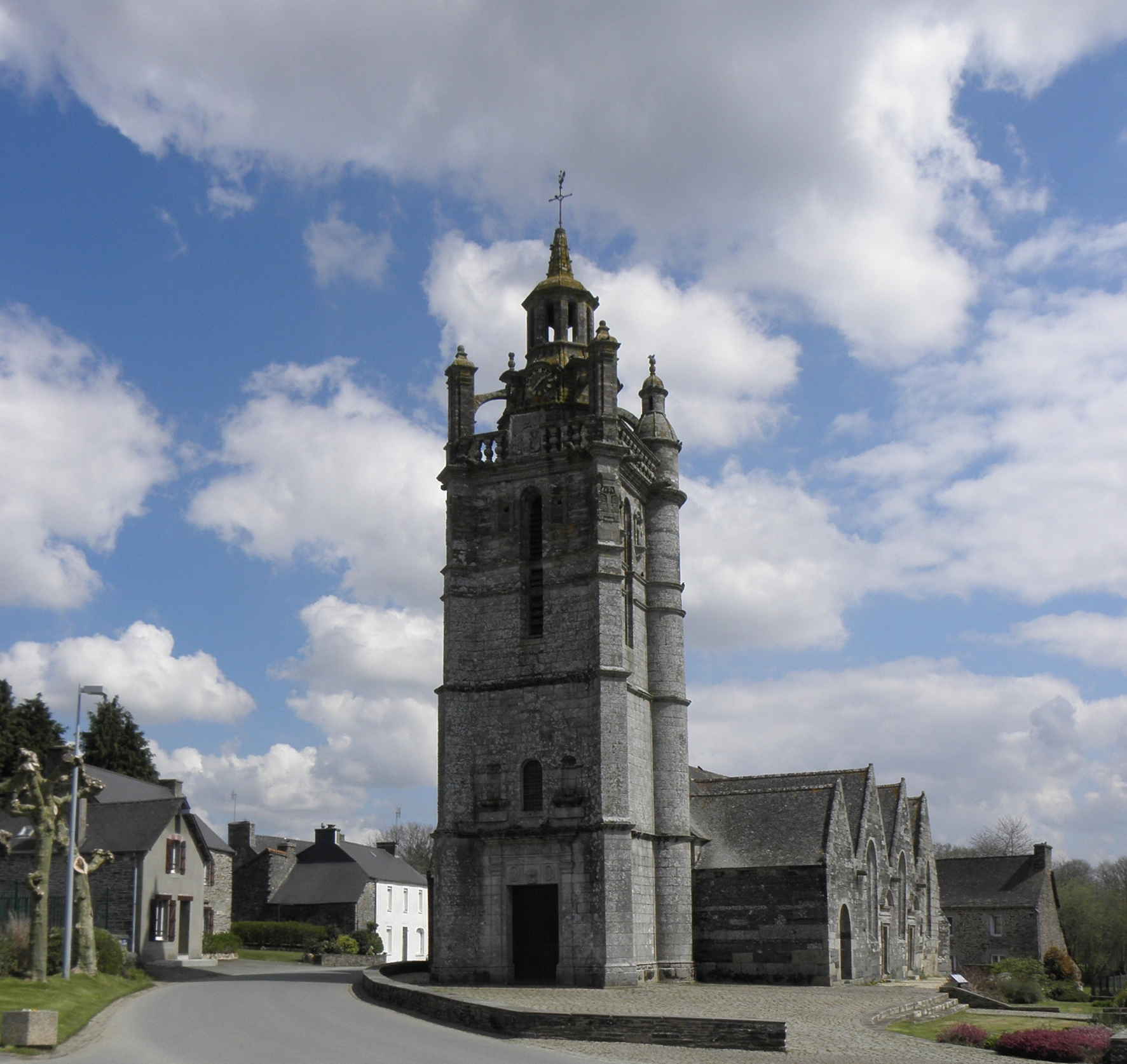
Kirche Saint-Gildas

Am 1. Januar 2017 schloss sich die Gemeinde Laniscat mit Saint-Gelven und Perret zur Commune nouvelle Bon Repos sur Blavet zusammen. Sie gehörte zum Arrondissement Guingamp und zum Kanton Rostrenen. Zudem war die Gemeinde Mitglied des 1993 gegründeten Gemeindeverbands Kreiz-Breizh.

## Bevölkerungsentwicklung
| Jahr                       | 1962 | 1968 | 1975 | 1982 | 1990 | 1999 | 2006 | 2012 |
| Einwohner                  | 936  | 854  | 851  | 891  | 876  | 830  | 841  | 802  |
| Quellen: Cassini und INSEE |      |      |      |      |      |      |      |      |